# Loes Vandromme
Loes Vandromme, née le 27 avril 1979 à Poperinge, est une femme politique belge, membre du Christen-Democratisch en Vlaams (CD&V).

## Biographie
Loes Vandromme nait le 27 avril 1979 à Poperinge.
Lors des élections régionales de 2019, elle est élue députée au Parlement flamand.